# Ciliolarina neglecta
Ciliolarina neglecta är en svampart som beskrevs av Huhtinen 1993. Ciliolarina neglecta ingår i släktet Ciliolarina och familjen Hyaloscyphaceae.  Artens status i Sverige är: Ej påträffad. Inga underarter finns listade i Catalogue of Life.